# Wolf-Dieter Stempel
Wolf-Dieter Stempel (* 7. Juli 1929 in Landau in der Pfalz) ist ein deutscher Romanist und Sprachwissenschaftler. Er ist ein Sohn des langjährigen Kirchenpräsidenten der pfälzischen Landeskirche, Hans Stempel.

## Leben und Werk
Stempel besuchte von 1940 bis 1949 das Altsprachliche Gymnasium Landau. Er studierte Romanische Philologie und Latein an den Universitäten Marburg (1949–1951), Aix-en-Provence (1951), Sorbonne (1951–1952) und Heidelberg (1952–1954). Dort wurde er 1954 promoviert mit der Dissertation Die romanischen Obstbaumbezeichnungen. Eine morphologische Untersuchung. Mit 4 Karten (nicht im Druck erschienen). Er ging mit seinem Lehrer Harri Meier an die Rheinische Friedrich-Wilhelms-Universität Bonn und war dort sein Assistent bis 1962 (ab 1958 beurlaubt). Er habilitierte sich 1962 mit der Schrift Untersuchungen zur Satzverknüpfung im Altfranzösischen (Westermann, Braunschweig 1964) und wurde 1963 (nach Ablehnung eines Rufes an die Justus-Liebig-Universität Gießen) Ordinarius für Romanische Philologie an der Universität Bonn. Von 1967 bis 1973 lehrte er an der Universität Konstanz, von 1973 bis 1985 (nach Ablehnung eines Rufes an die Georg-August-Universität Göttingen) an der Universität Hamburg und von 1985 bis zu seiner Emeritierung 1994 (als Nachfolger von Helmut Stimm) an der Ludwig-Maximilians-Universität München. Von Stimm übernahm er das Projekt eines großen Wörterbuchs des mittelalterlichen Okzitanischen (DOM), das er bis 2012 leitete (Nachfolgerin: Maria Selig). Stempel gehörte zur interdisziplinären Forschergruppe Poetik und Hermeneutik.
Stempel war von 1982 bis 1988 Mitglied des Senats der Deutschen Forschungsgemeinschaft. Er ist seit 1988 Ordentliches Mitglied der Bayerischen Akademie der Wissenschaften und seit 1990 der Academia Europaea. Er ist Träger der Werner Heisenberg-Medaille der Alexander von Humboldt-Stiftung (2000) und Ehrendoktor der Universität zu Köln (2002).

## Werke (Auswahl)
- Dictionnaire de l'occitan médiéval (DOM). Niemeyer, Tübingen /De Gruyter, Berlin 1996 ff.
  - Fasc. 1: A – ACCEPTAR, 1996.
  - Fasc. 2: ACCEPTAT – ADENAN, 1999.
  - Fasc. 3: ADENAN – AFERMAT, 2001.
  - Fasc. 4: AFERMETAT – AGREABLE, 2003.
  - Fasc. 5: AGREAR – AIRIENC, 2005.
  - Fasc. 6: AIRIER – AJOST, 2009.
  - Fasc. 7: AJOSTADA – ALBUM, 2013.
  - Supplement 1, 1997.
  - Webauftritt des DOM